# Короча (приток Нежеголи)
Коро́ча (Корочка, Кароча) — река в Белгородской области России, приток Нежеголи (бассейн Северского Донца).

## Этимология
Смолицкая не исключает происхождение название от тюркского кара — чёрный. Поспелов предполагал происхождение гидронима он слова короткая, сравнивая название Корочи с рекой Корочкой (правый приток Псла) протекающей в Курской области и называемой в прошлом Короткой.

## Характеристика
Длина реки составляет 91 км, площадь водосборного бассейна — 982 км². Исток у села Ольховатка, в Губкинском районе. Устье находится в 21 км по правому берегу реки Нежеголь.
- Ширина реки: от 0,1—1,0 м (исток) до 3—10 м, наибольшая — 40 м (с. Репное).
- Глубина реки: у истока — 0,05—0,2 м, преобладающая — 0,3—0,7 м, наибольшая — 2,9 м (устье).
- Скорость течения: от 0,1—0,4 м/с до 0,8 м/с, наибольшая — 1,4 м/с (1 км ниже г. Короча).
- Средний годовой расход воды у г. Короча — 1,27 м³/с[5].

Основной приток — Мокрая Ивица (левый, впадает в 39 км от устья)

## География

Река Короча (на карте не подписана) протекает у г. Короча

Бассейн реки расположен на южных склонах Среднерусской возвышенности на стыке лесостепной и степной зон. Её природно-климатические и геологические особенности определяют уникальное биоразнообразие. Остатки степной растительности в настоящее время сохранились на склонах балок и опушках лесов. Сохранились обширные водораздельные дубравы на междуречьях Северского Донца и Кореня, Кореня и Корочи, Корочи и Нежеголи. Поверхность, расчленённая речными долинами и овражно-балочной сетью, носит в целом волнисто-балочный характер. Преобладающими почвами являются чернозёмы.
Для Корочи, как и других рек региона, характерно асимметричное строение долины. Правый западный коренной берег — высокий и крутой с частыми выходами мела на поверхность, а левый — пологий и низменный. Русло извилистое. В верховье имеются заболоченные участки.

## Климат местности
| Показатель                    | Янв. | Фев. | Март | Апр. | Май  | Июнь | Июль | Авг. | Сен. | Окт. | Нояб. | Дек. | Год  |
| ----------------------------- | ---- | ---- | ---- | ---- | ---- | ---- | ---- | ---- | ---- | ---- | ----- | ---- | ---- |
| Средний суточный максимум, °C | −2,9 | −2,8 | 2,9  | 13,4 | 20,7 | 23,9 | 26,0 | 25,3 | 18,7 | 11,2 | 2,0   | −2,5 | 11,3 |
| Средняя температура, °C       | −6,2 | −6   | −0,4 | 9,0  | 15,7 | 19,4 | 21,8 | 21,3 | 15,2 | 8,0  | −0,3  | −5,5 | 7,7  |
| Средний суточный минимум, °C  | −9,9 | −9,7 | −4   | 4,1  | 9,8  | 14,1 | 16,8 | 16,4 | 11,0 | 4,7  | −2,7  | −8,9 | 3,5  |
| Норма осадков, мм             | 52   | 40   | 36   | 46   | 48   | 67   | 72   | 53   | 49   | 40   | 52    | 50   | 605  |
| Температура воды, °C          | 0    | 0    | 0,5  | 8,3  | 15,1 | 18,3 | 19,8 | 18,3 | 13,1 | 6,9  | 2,4   | 0,2  | 8,6  |
| Источник: и (осадки)          |      |      |      |      |      |      |      |      |      |      |       |      |      |

Температура воды указана в реке Короча на территории города Короча. Наибольшая температура воды — +28,6 °C.

## Данные водного реестра
По данным государственного водного реестра России относится к Донскому бассейновому округу, водохозяйственный участок реки — Северский Донец от истока до границы России с Украиной без бассейнов рек Оскол и Айдар, речной подбассейн реки — Северский Донец (российская часть бассейна). Речной бассейн реки — Дон (российская часть бассейна).